# Tetragnatha sternalis
Tetragnatha sternalis este o specie de păianjeni din genul Tetragnatha, familia Tetragnathidae, descrisă de Nicolet, 1849. Conform Catalogue of Life specia Tetragnatha sternalis nu are subspecii cunoscute.